# Šif
Šif (perz. شیف, ili Abasak) je otok smješten u Perzijskom zaljevu odnosno iranskoj Bušeherskoj pokrajini. Otok se nalazi 4 km sjeveroistočno od grada Bušehera, 500 m od otoka Sadre, te 1 km od sjevernog kopna. Proteže se duljinom od 8 km u smjeru sjever-jug, površina mu iznosi 15 km², a maksimalna nadmorska visina 255 m. Jedino naselje na otoku je istoimeni gradić Šif u kojem je prema popisu stanovništva iz 2006. godine živjelo 2976 ljudi, a njegovo gospodarstvo orijentirano je na ribarstvo. Cestom je povezan sa Sadrom odnosno gospodarskom zonom na jugu Bušehera. Na zapadnoj obali otoka nalazi se imamzada lokalnog šejha Sadija.

## Poveznice
- Sadra
- Perzijski zaljev
- Popis iranskih otoka